# Константиновское сельское поселение (Краснодарский край)
Константиновское сельское поселение — муниципальное образование в составе Курганинского района Краснодарского края России.
В рамках административно-территориального устройства Краснодарского края ему соответствует Константиновский сельский округ.
Административный центр и единственный населённый пункт — станица Константиновская.

## Население
| 2010  | 2012  | 2013  | 2014  | 2015  | 2016  | 2017  |
| ----- | ----- | ----- | ----- | ----- | ----- | ----- |
| 4008  | ↗4076 | ↗4088 | ↗4112 | ↗4140 | ↗4200 | ↗4209 |
| 2018  | 2019  | 2020  | 2021  | 2023  |       |       |
| ↘4157 | ↘4109 | ↘4058 | ↘3975 | ↘3872 |       |       |

## Местное самоуправление
Главы сельского поселения
- Пётр Михайлович Ильинов